# Atractodes kincaidi
Atractodes kincaidi är en stekelart som först beskrevs av William Harris Ashmead 1902.  Atractodes kincaidi ingår i släktet Atractodes och familjen brokparasitsteklar. Inga underarter finns listade.